# 阿爾蓋蒂國家公園

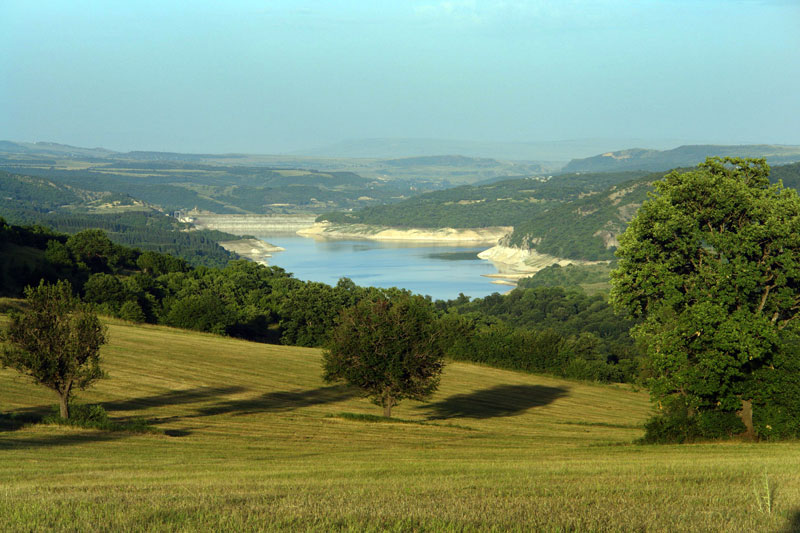

41°43′N 44°19′E / 41.717°N 44.317°E
阿爾蓋蒂國家公園（羅馬化：algetis erovnuli parki），是格魯吉亞的國家公園，位於該國東南部下卡尔特利大区，處於首都第比利斯西南面60公里，成立於2007年，面積158平方公里。